# Салим
Сали́м (рос. Салым) — селище у складі Нефтеюганського району Ханти-Мансійського автономного округу Тюменської області, Росія. Адміністративний центр Салимського сільського поселення.
Населення — 6554 особи (2010, 5497 у 2002).
Національний склад станом на 2002 рік: росіяни — 72 %.
Стара назва — Кінтус.